# ラングヴァイト・アム・レヒ
ラングヴァイト・アム・レヒ (ドイツ語: Langweid am Lech、公式な表記は Langweid a.Lech) は、ドイツ連邦共和国バイエルン州シュヴァーベン行政管区のアウクスブルク郡に属す町村（以下、本項では便宜上「町」と記述する）である。

## 地理
町名と同名の首邑は、アウクスブルクの北 15 km、シュヴァーベン＝バイエルン高地のレヒ川沿いに位置している。連邦道2号線、州道2033号線、鉄道アウクスブルク - ニュルンベルク線沿線にある。首邑の南には、旧ゲルストホーフェン＝ガプリンゲン飛行場の敷地内に、遠くからも見ることができるガプリンゲン軍事通信施設がある。
この町は5つのゲマインデタイル（地理上の地区）からなる。
- アハスハイム
- エッゲルホーフ
- フォレット
- ラングヴァイト・アム・レヒ
- シュテッテンホーフェン

## 歴史
Langweid, Lancwaidt（広い牧草地を意味する）, Lanquat, Longa Quinta は、ローマ人がレヒ川河口に向かう軍事道路を護るために紀元後41年にここに軍事基地を設けたことに由来する。その後、ローマ人入植者とケルト人原住民がこの街道「ヴィア・クラウディア・アウグスタ」沿いに定住した。Lanchwate という表記が1143年に初めて登場した。エッゲルホーフには巡礼地「悲しみの聖母」礼拝堂があり、考古学的発掘により8世紀中頃の木造教会の基礎が発見されている。
アウクスブルク聖堂参事会は、寄進や購入によりラングヴァイトに不動産を広げており、1803年に世俗化されるまで土地領主の権利を行使した。1632年にスウェーデン王グスタフ・アドルフはドナウヴェルト占領後アウクスブルク方面に侵攻した。この際ラングヴァイト集落はスウェーデン軍によって甚大な被害を受けた。スウェーデン王妃がマルクト城に滞在していたため、この時期は軍の狼藉は控えめになり、村が完全に消滅することは免れた。
1740年にヘッセン軍がラングヴァイトに宿営した。彼らは借金を残したまま村を離れていった。1777年に聖フィトゥス教会が献堂された。1803年の帝国代表者会議主要決議以後、この村はバイエルン選帝侯領となった。ラングヴァイトは1804年にバイエルンの行政機構新設によりラントゲリヒト・ゲッピンゲン管区に編入された。バイエルン王国の行政改革に伴う1818年の自治体令により現在の自治体が形成された。1828年にラングヴァイトで疫病が流行し、多くの家族で何人かが犠牲になった。
しかしラングヴァイトでは喜ばしいこともあった。村の年代記は、ラングヴァイトを通る旅の途中で、多くの「高貴な人々」が旅館「金の星」に滞在したと報告している。バイエルン王ルートヴィヒ1世も1829年にこの村を通った。1906年にレヒ運河に水力発電所が建設されたことでこの村の電化が行われた。バイエルン・レヒ博物館を併設したラングヴァイト・レヒ発電所は、2019年7月から、アウクスブルクの世界的にユニークな歴史的水管理システムと共に UNESCO-世界遺産に登録されている。

### 市町村合併
バイエルン州の自治体再編に伴い、シュテッテンホーフェン（1970年1月1日）とアハスハイム（1972年7月1日）がラングヴァイトに合併した。

## 住民

### 人口推移
1988年から2018年までの間にこの町の人口は、6,249人から8,136人まで、1,887人、約 30.2 % 増加した。

## 行政

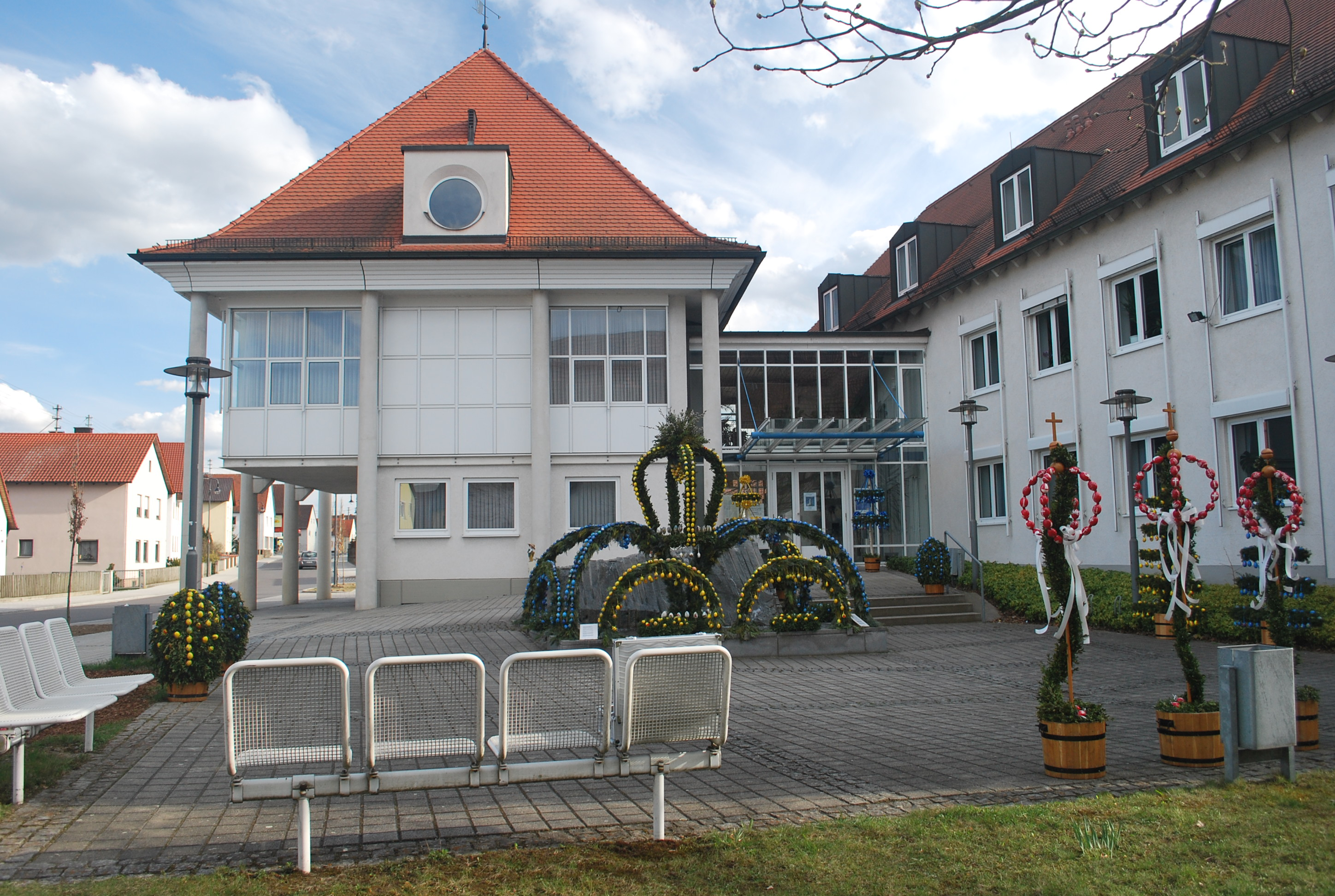
ラングヴァイト・アム・レヒの町役場

### 議会
ラングヴァイトの町議会は20議席からなる。

### 首長
町長は、2008年5月1日からユルゲン・ギルク (CSU) が務めている。彼は2020年3月15日の選挙で 96.1 % の支持票を獲得して、さらに6年の任期を得た。

### 紋章
図柄: 赤地と銀地に左右二分割。向かって右には向かって右上から左下に流れる青い川が描かれている。
紋章の由来: 赤と銀に左右に分割されたデザインは、アウクスブルク聖堂参事会の長期にわたる広範な領主権を想起させる。アウクスブルク聖堂参事会は、早くも1143年にラングヴァイトに大きな所領を有していたことが証明されている。時代と共に寄進や購入により所領は拡大していった。青い斜め帯はレヒ川沿いの立地を表している。
この紋章は1952年に認可された。

## 経済と社会資本

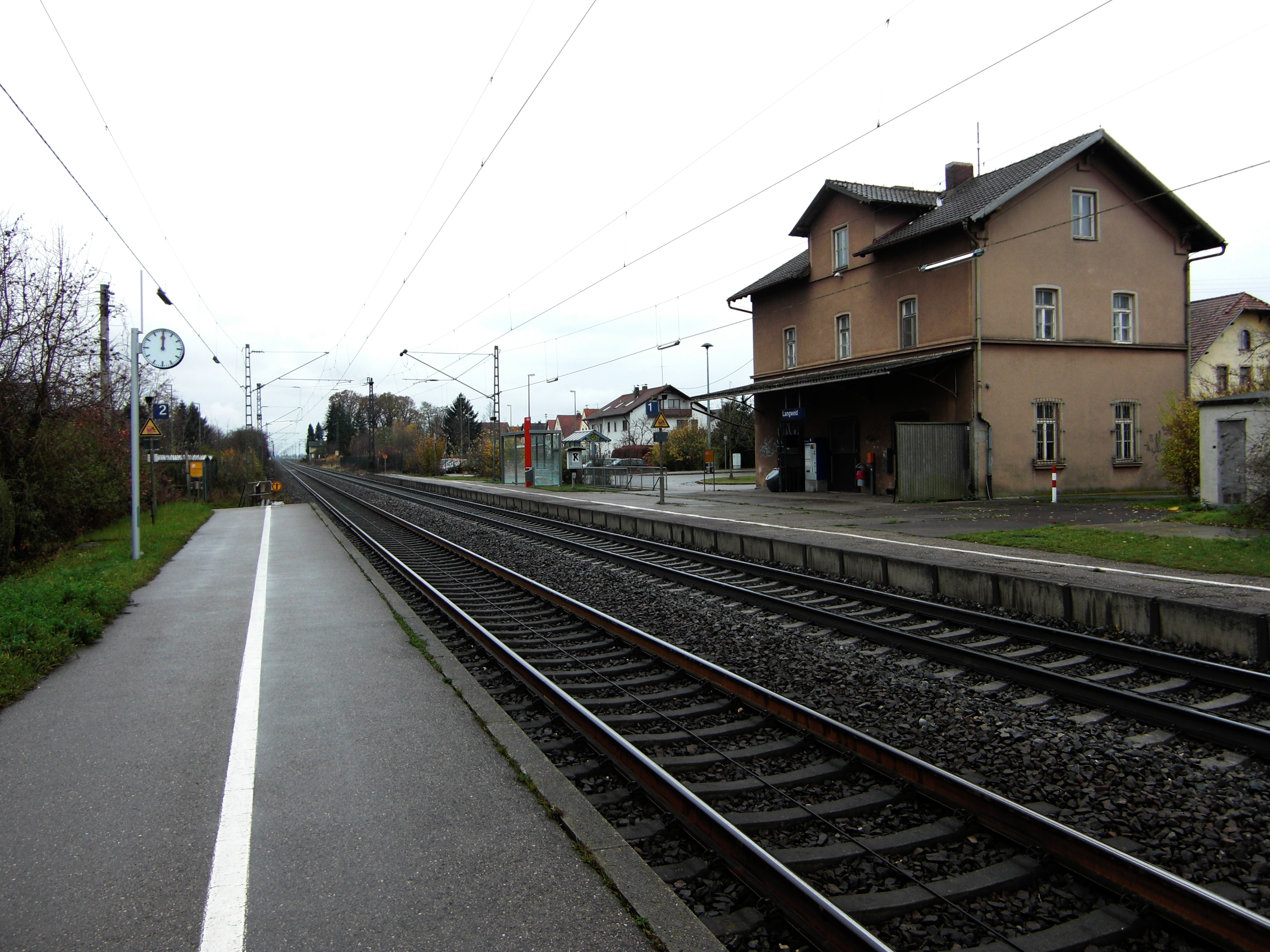
ラングヴァイト (レヒ) 駅

### 交通
ラングヴァイト（レヒ）駅は、鉄道アウクスブルク -　ネルトリンゲン線の駅である。この集落は1842年から1844年に鉄道に接続した。安全上の理由で、鉄道路線と村との間は少なくとも 800 m 離れていなくてはならなかった。列車は1871年からラングヴァイト駅にも停まるようになった。この駅は4,092グルデンを費やして建設された。
ラングバイトは広域自転車道「ヴィア・クラウディア・アウグスタ」沿いに位置している。この自転車道は、同名のローマ街道沿いに通っている。

### 教育
ラングヴァイトには基礎課程・中等学校、市民大学、公立図書館がある。

## 文化と見どころ

### スポーツ
TTC ラングヴァイトは卓球クラブで、女子チームは ETTUチャンピオンズ・リーグなどで国際的成功を収めている。
この街最大のスポーツクラブが FC ラングヴァイトである。このクラブは1930年に創設され、サッカーからバレーボールまで幅広い種目で活動している。
このほかのスポーツクラブには、SV アハスハイム、SV シュテッテンホーフェン、VfR フォレット、ランガー・ラングヴァイトのホビーサッカー、射撃クラブ・ランネグリューン・ラングヴァト、エーデルヴァイス射撃クラブ・シュテッテンホーフェンがある。

## 人物

### ゆかりの人物
- オルガ・ネメス（1968年 - ）ルーマニアの卓球選手。2004年から2005年までミュラーミルヒ・ラングヴァイトに所属した。
- 梅村礼（1976年 - ）日本の卓球選手。2005年から2007年までTTCラングヴァイトに所属した。